# 2025年女子环法自行车赛
2025年女子环法自行车赛是第4届获正式命名的女子环法自行车赛，于2025年7月26日至8月3日进行，此次比赛是2025年UCI女子世界巡回赛的其中一站比赛。该届比赛为期九天，成为历史上赛程最长的女子环法自行车赛。比赛线路图于2024年10月底公布，起点位于瓦讷，终点位于沙泰勒，所有9个赛段均为常规出发，主办方称此次不设任何个人计时赛段的原因是总里程较长。
参赛队伍名单于2025年4月2日公布，共有22支队伍参赛。其中15支队伍为世界车队，另外7支则为职业车队。最终来自维斯玛-Lease a Bike车队的波利娜·费朗-普雷沃以29小时54分钟24秒的成绩，成为40年来首位赢得环法总冠军的法国选手（不分男女）。曾获2023年女子环法总冠军的FDJ–Suez车队车手德米·福勒林以3分42秒的劣势获得总亚军。来自蚕蛹-速联车队的卡塔日娜·涅维亚多马则以4分9秒的劣势获得总季军，未能卫冕。